# Instruments de musique bamilékés
Les instruments de musique bamilékés en particulier ou des grassfield en général, sont nombreux et divers. Leurs accessoires aussi. Ils peuvent être regroupés par catégorie.

## Instruments

### Instruments à percussion

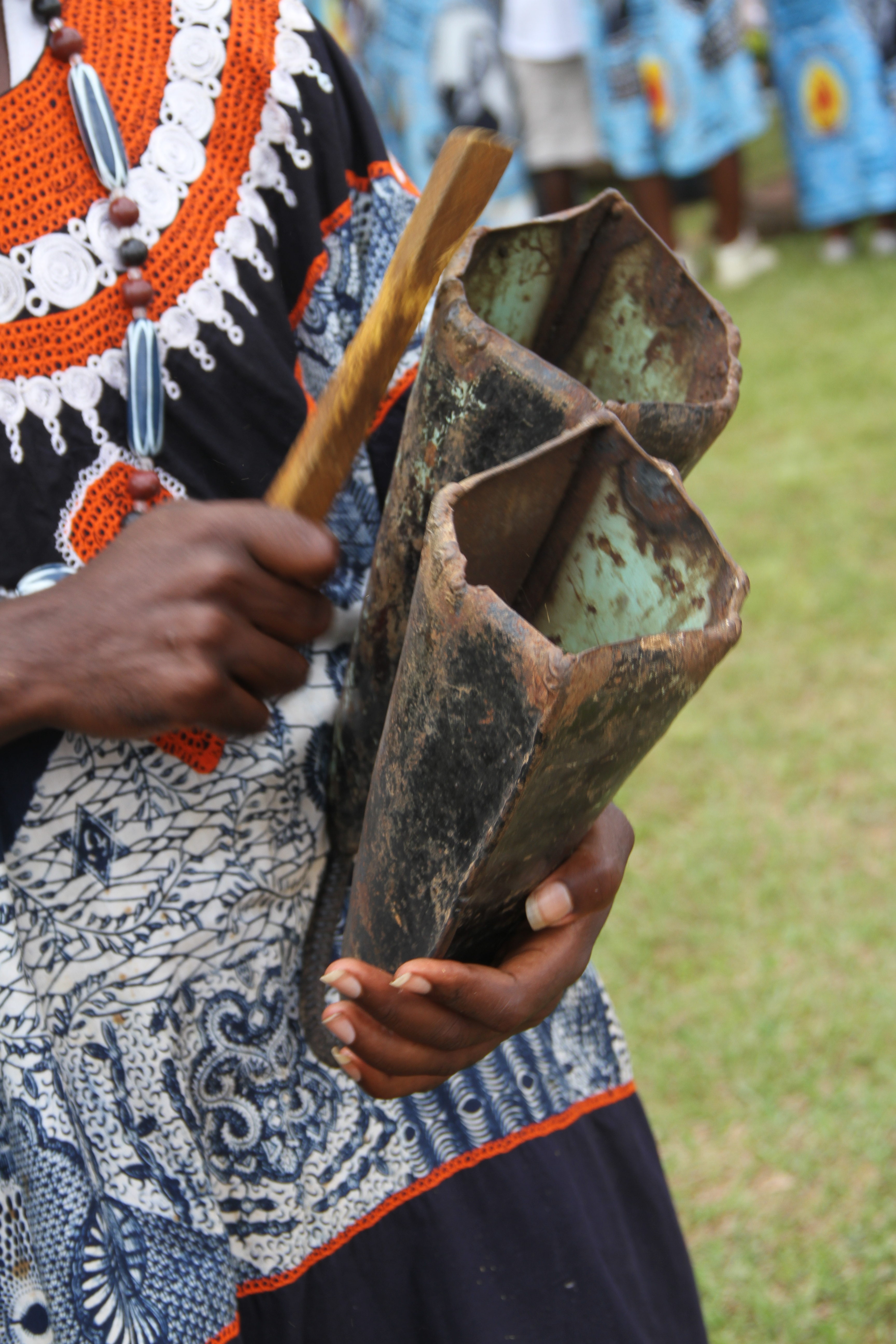
Double cloche.

#### Double cloche
La double cloche est un instrument de musique essentiel dans l'orchestre de musique traditionnel chez les peuples du Grassland (Bamilékés, Bamouns, du Nord-Ouest) au Cameroun. On retrouve des versions de cette double cloche dans plusieurs orchestres des peuples bantous.

#### Tambours

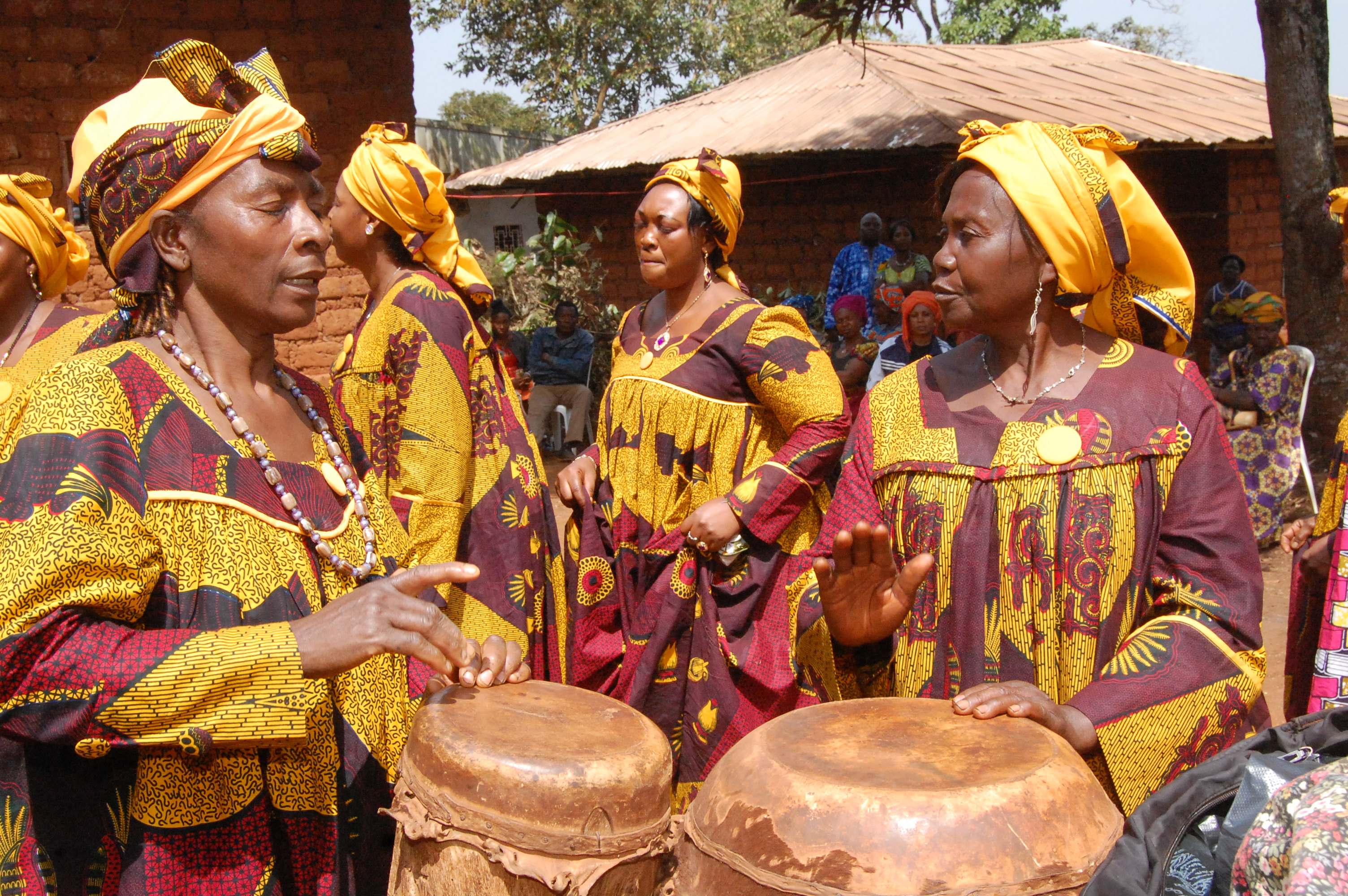
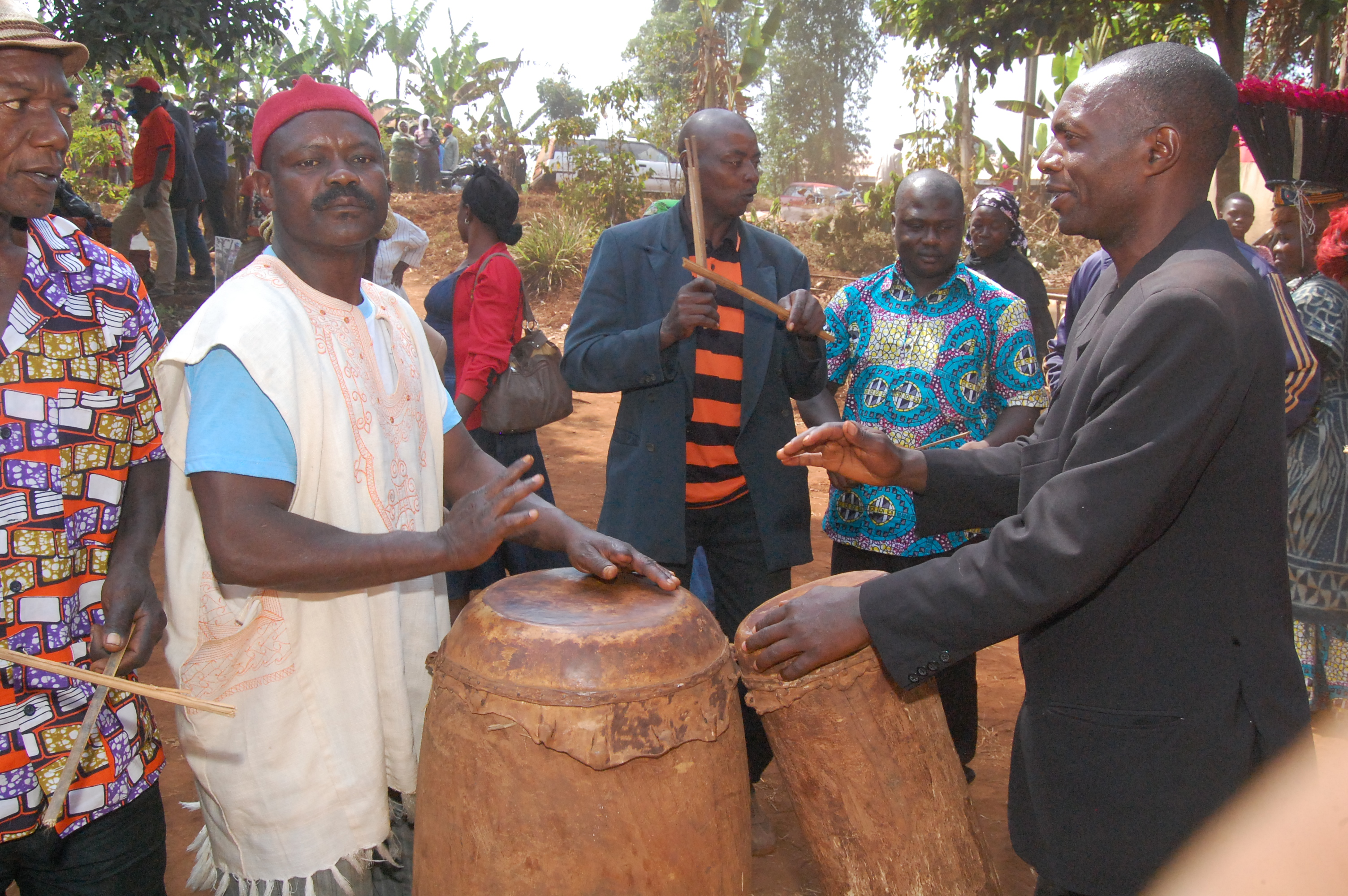
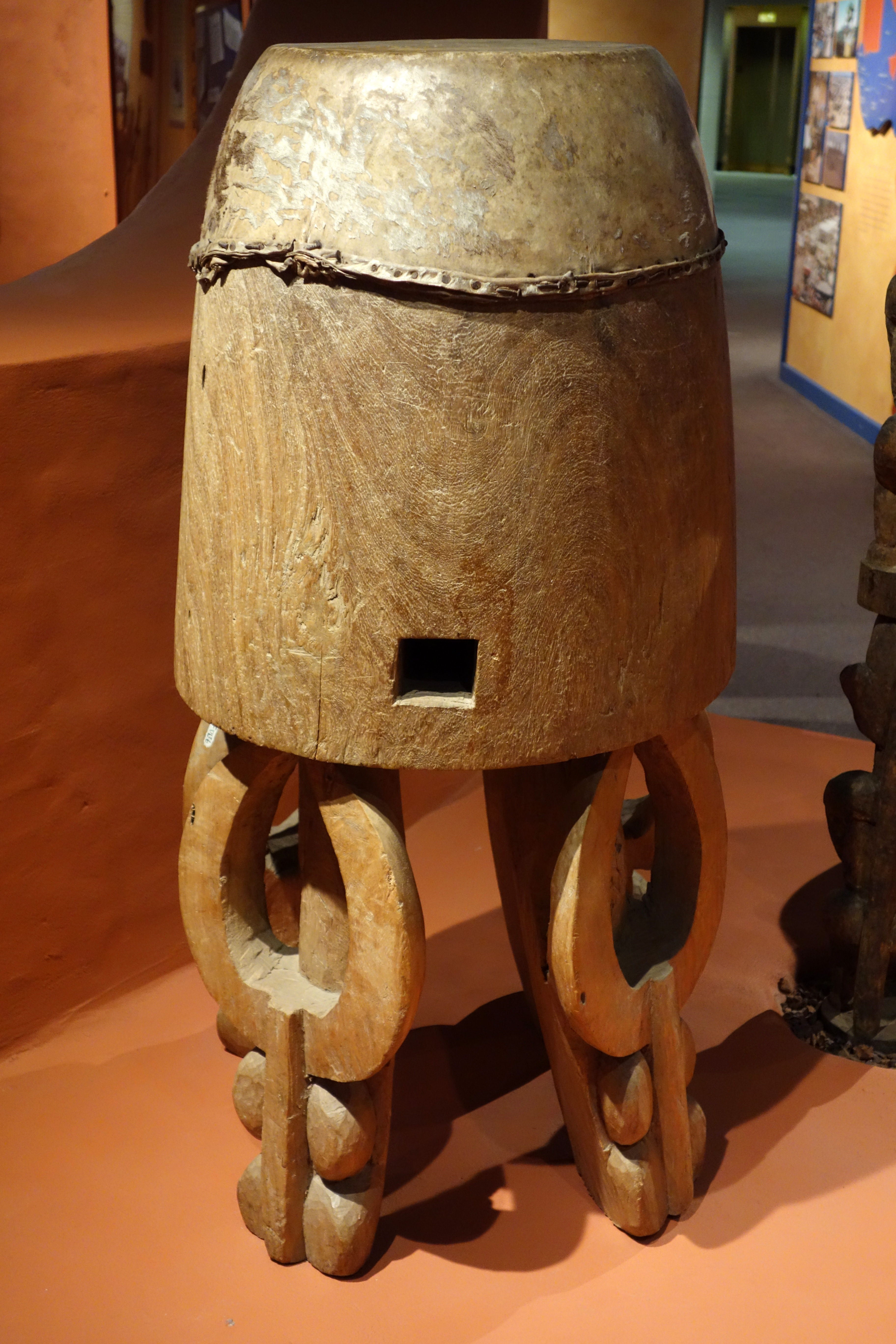
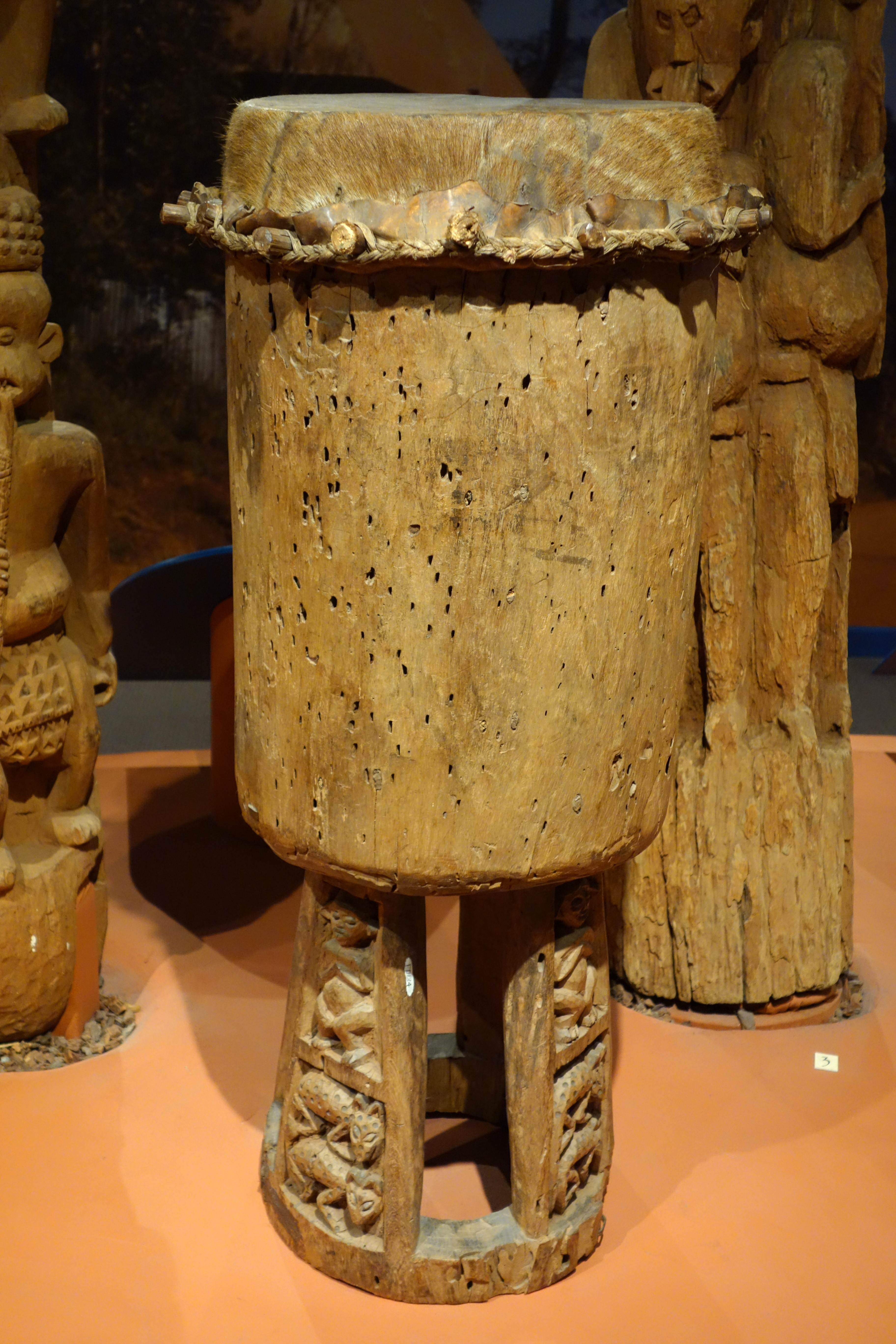
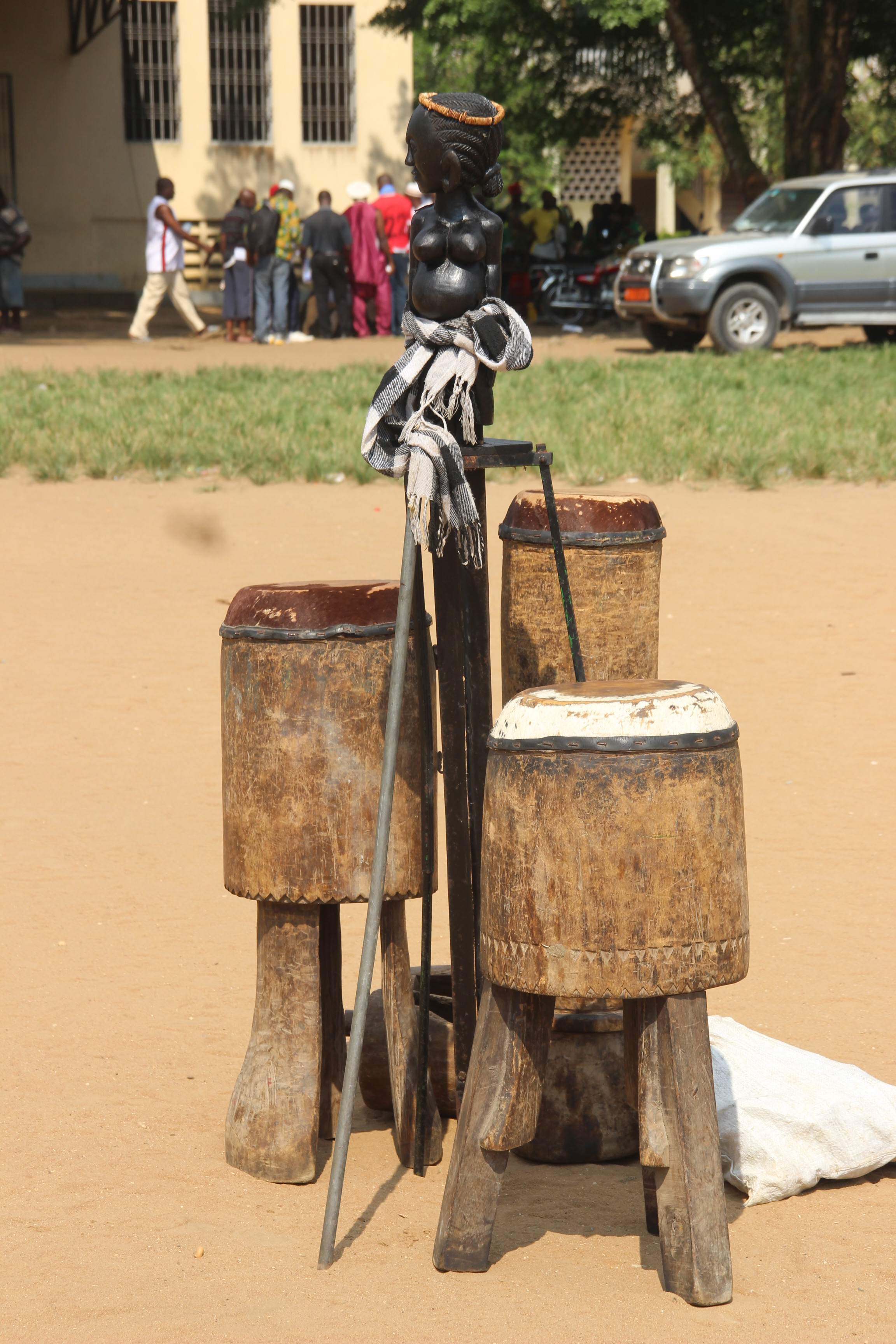
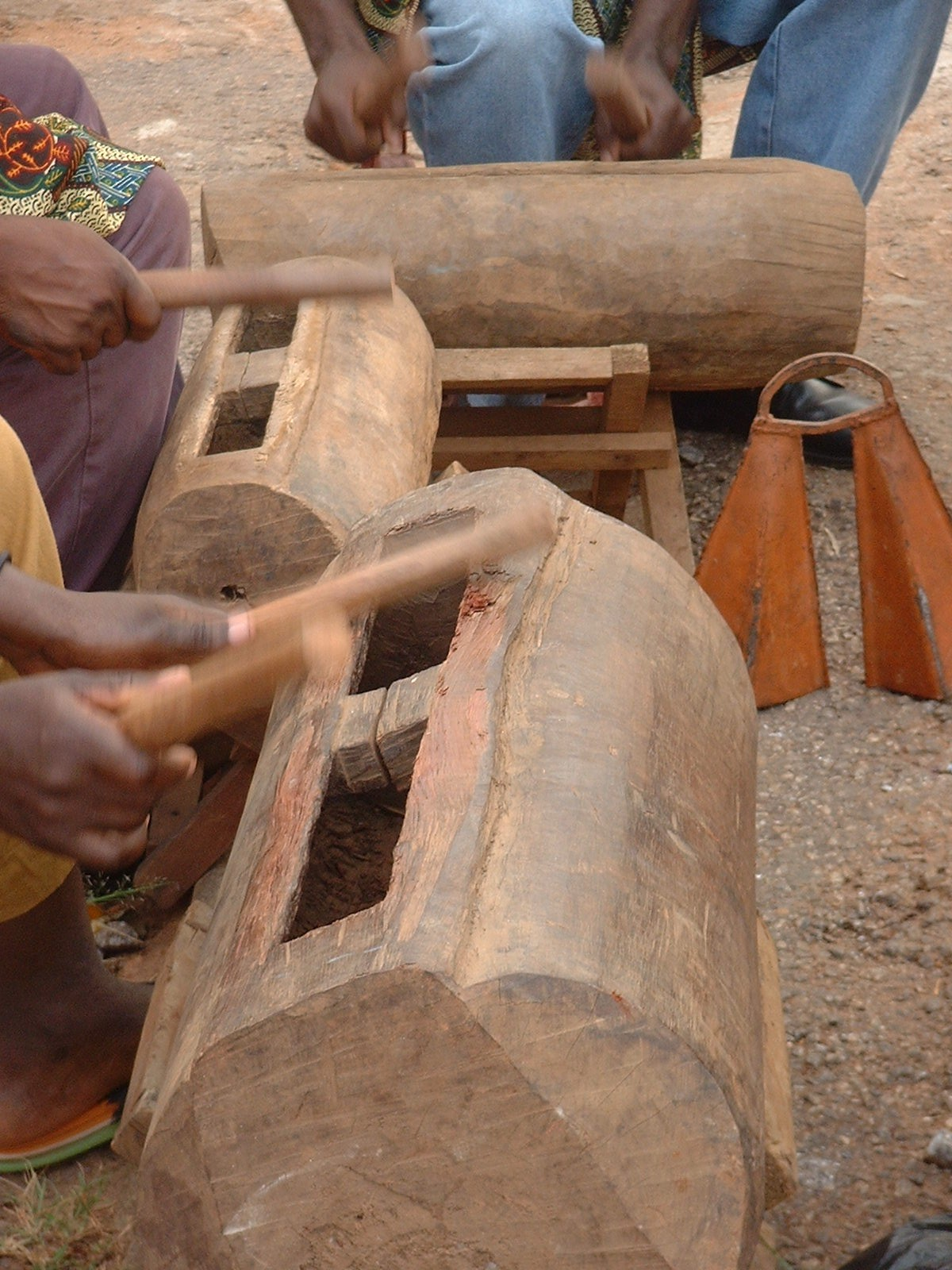

#### Sonnailles bamiléké
Les sonnailles bamilékés sont des bracelets de pied utilisés dans l'orchestre de musique traditionnel chez les Bamilékés. On retrouve des versions de cette double cloche dans plusieurs orchestres des peuples d'Afrique et d'Inde.

#### Mekongtchouah

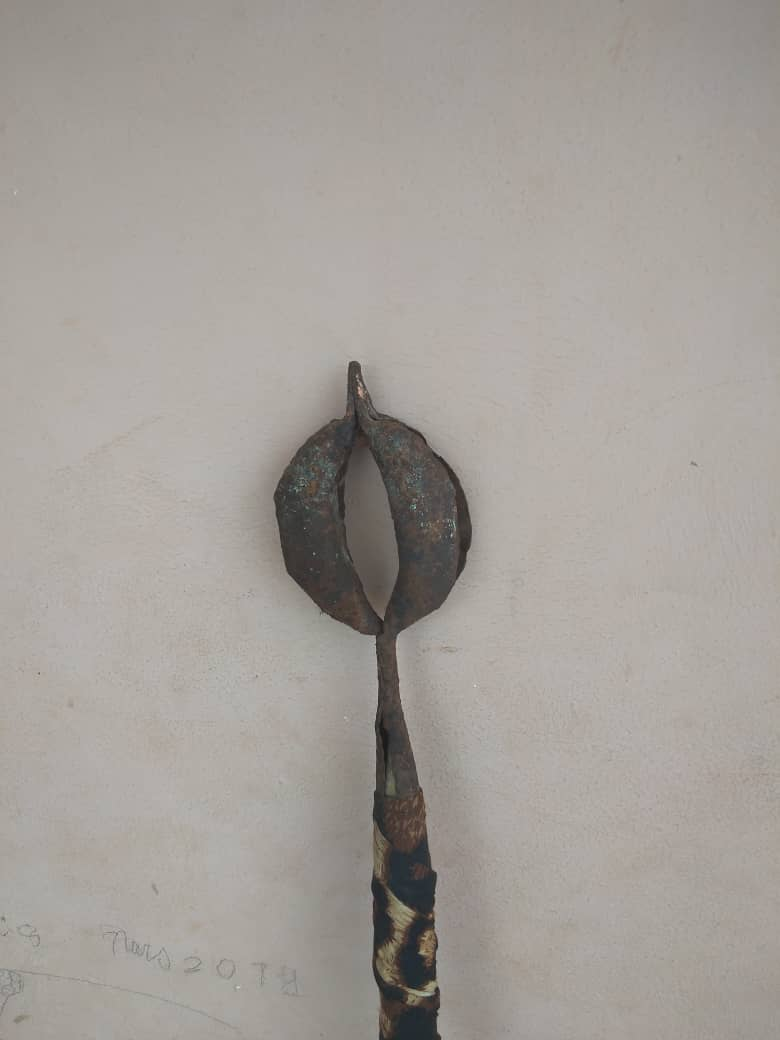

Le Mekongtchouah, instrument en cuivre sous forme de flèche dont l'arc est composé de 2 ou 3 plaques métalliques renfermant des billes métalliques. Le mekongtchouah est secoué au rythme de la musique et de la danse.

### Instruments à vent

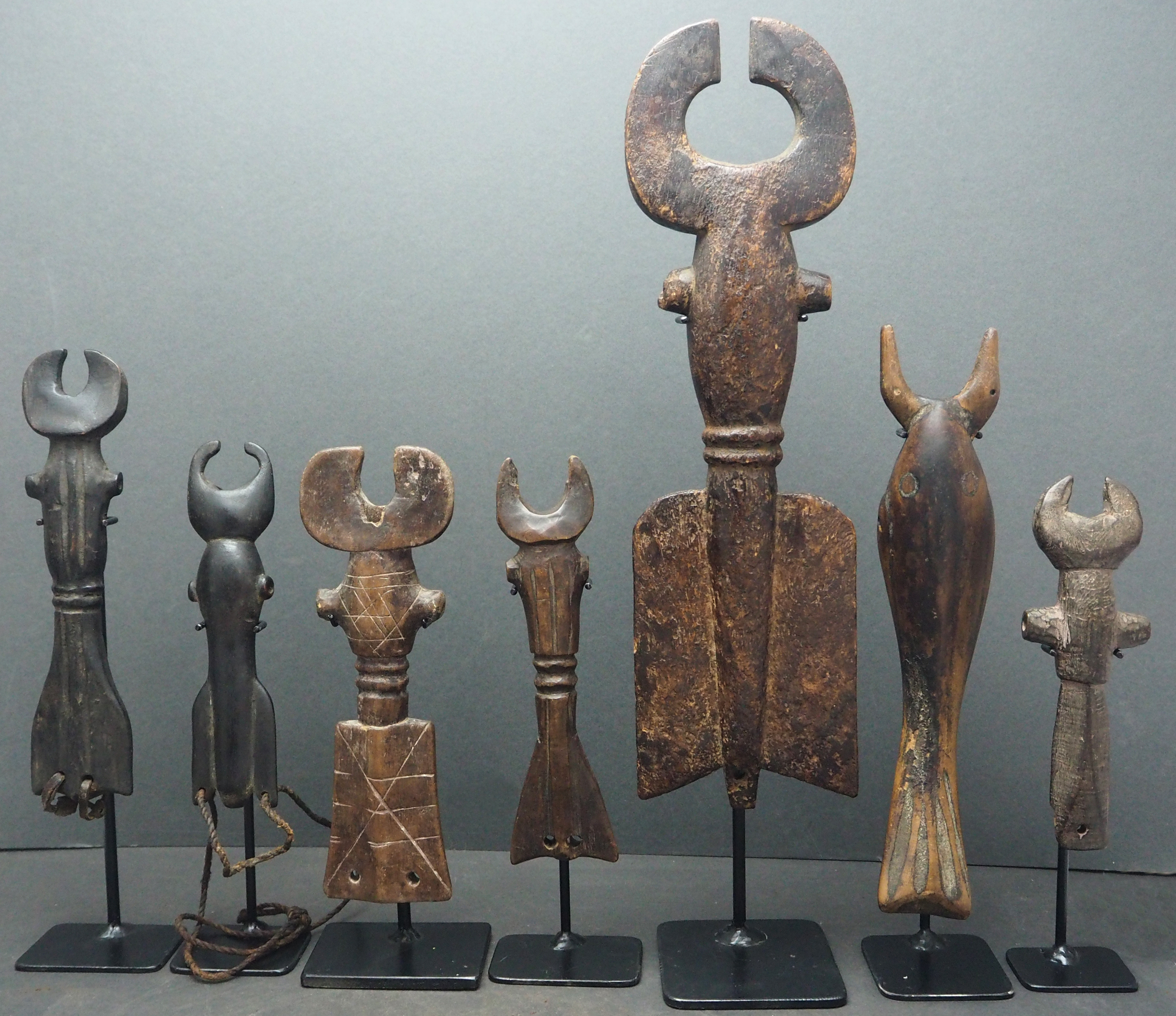
Collection de flûtes.

Les sifflets, les flûtes, les trompes.

## Accessoires
Les accessoires sont les outils d'apparats, de danse complémentaires à l'orchestre.

### Apparats

#### Les coiffes bamilékées
Les coiffes bamilékées sont des éléments vestimentaires de l'apparat de danse pour les cérémonies au Pays bamiléké et dans les Grassland de l'ouest Cameroun. En dehors des deux formes (cône et longues tresses) dédiées aux festivals et portées par les membres des sociétés sécrètes, les coiffes — en formes de bonnets — sont plus confortables au porté. Elles sont riches en couleurs, formes et remplissent une fonction esthétique et de protection contre le froid.

#### Le sac traditionnel bamiléké

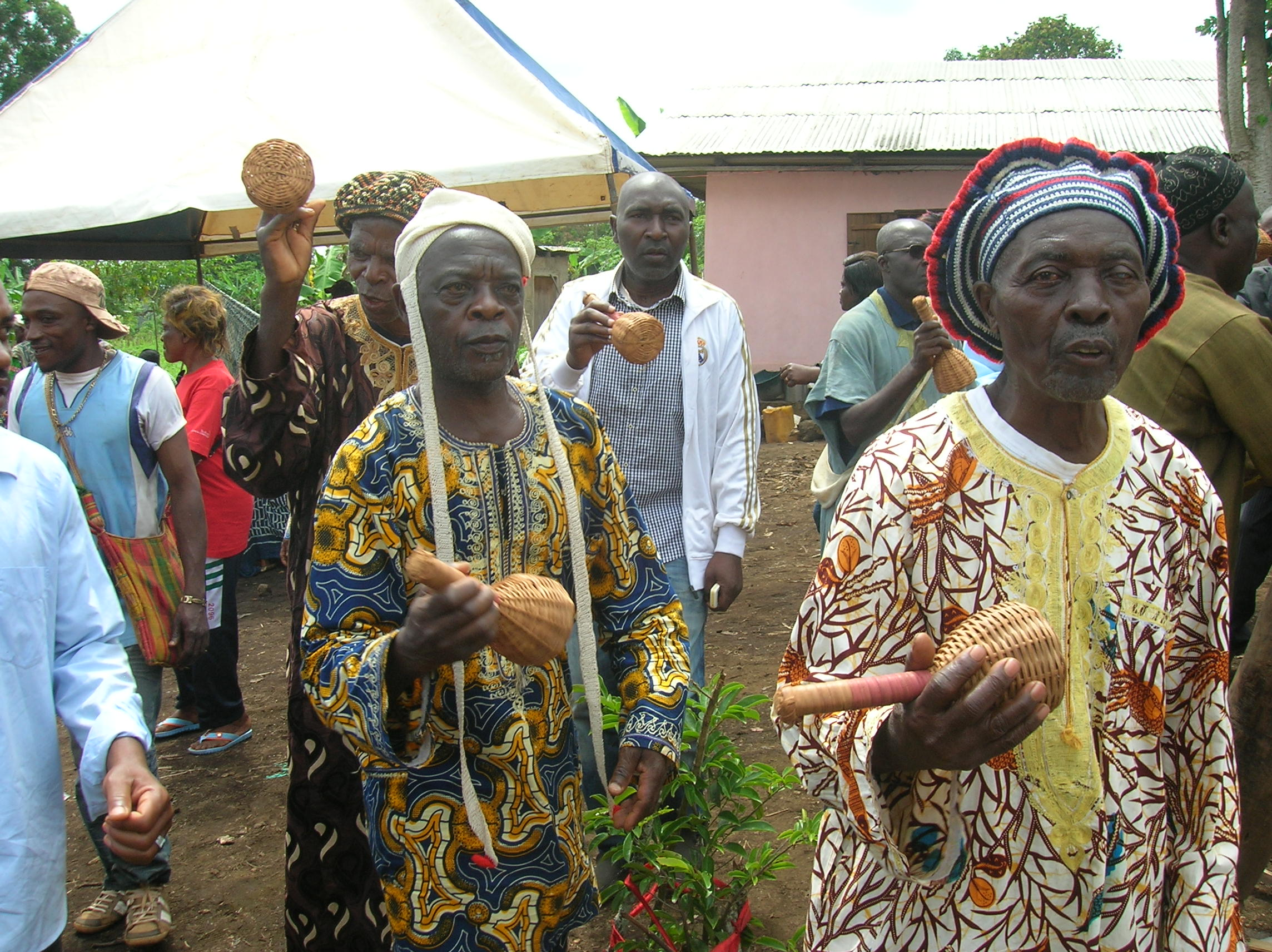
deuilBamiléké

Le sac traditionnel, tissé ou natté, teint ou écru, est chez les Bamilékés un accessoire pour la danse. Il est aussi utilisé comme complément vestimentaire.

#### La queue de cheval
La queue de cheval est un accessoire de danse, symbole de bravoure, de victoire et apparat de notabilité. Il est utilisé lors des danses et cérémonies.